# 荘子

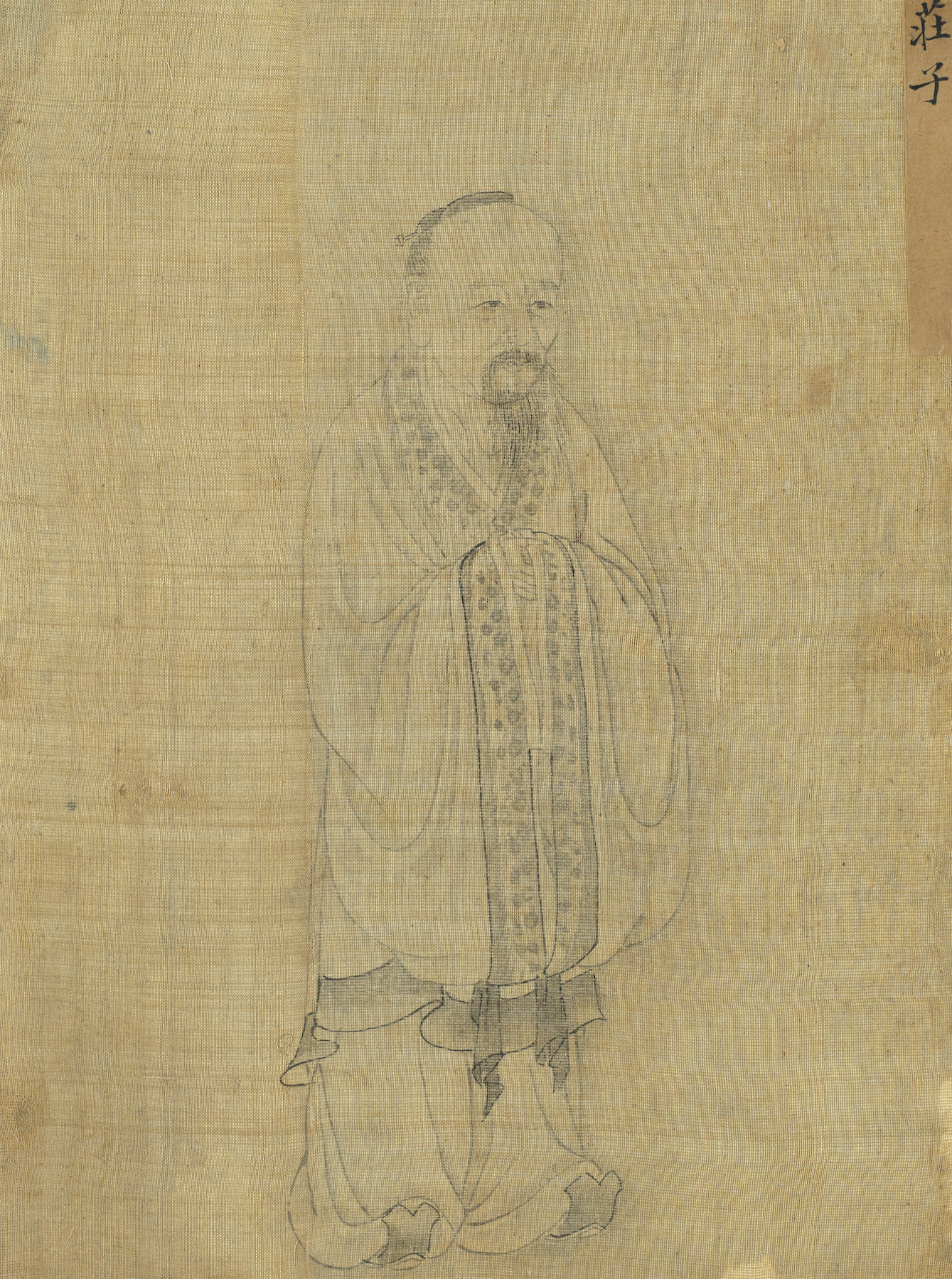
荘子（聖君賢臣全身像冊）

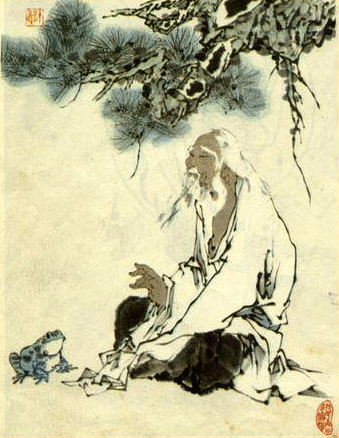
荘子

荘子（そうし、簡体字中国語: 庄子、拼音: Zhuāng zǐ、紀元前369年頃 - 紀元前286年頃）は、中国戦国時代の思想家で、『荘子』（そうじ）の著者とされ、また道教の始祖の一人とされる人物である。
姓は荘、名は周。字は子休とされるが、字についての確たる根拠に乏しい。曾子と区別するため「そうじ」と濁って読むのが日本の学者の習慣となっている。
『史記』には「魏の恵王、斉の宣王と同時代の人である」と記録されている。出身地は宋の蒙（現在の河南省商丘市民権県）とされる。

## 人物
荘子の人物像については複数の記述が伝わるが、それらの信頼性には様々な疑義があり、また相互に矛盾する記述もあるため、詳らかでない。たとえば『史記』巻63には荘子の伝があるが、これは司馬遷が当時の寓言を多く含む『荘子』から引いたものと推定されており、池田知久は「司馬遷が思想家たちの作ったフィクションを材料にして書いた荘子の伝記」と述べている。その他、『呂氏春秋』や『荀子』などにも記述が見られるが、いずれも『荘子』の影響を強く受けている。

## 思想
荘子の思想はあるがままの無為自然を基本とし、人為を忌み嫌うものである。老子との違いは、前者は政治色が濃い姿勢が多々あるが、荘子は徹頭徹尾にわたり俗世間を離れ無為の世界に遊ぶ姿勢で展開される。
軸となる傾向は徹底的に価値や尺度の相対性を説き、逆説を用い日常生活における有用性などの意味や意義にたいして批判的である。
こうした傾向を、脱俗的な超越性から世俗的な視点の相対性をいうものとみれば、従来踏襲されてきた見方であるが、老荘思想を神秘主義思想の応用展開として読むことになる。他方で、それが荘子の意図であったかはもちろん議論の余地があるが、近年の思想研究の影響を受けつつ、また同時代の論理学派との関連に着目して、特権的な視点を設定しない内在的な相対主義こそが荘子の思想の眼目なのであり、世俗を相対化する絶対を置く思想傾向にも批判的であるという解釈もなされている。
荘子の思想を表す代表的な説話として胡蝶の夢がある。「荘周が夢を見て蝶になり、蝶として大いに楽しんだ所、夢が覚める。果たして荘周が夢を見て蝶になったのか、あるいは蝶が夢を見て荘周になっているのか」。この説話の中に、無為自然、一切斉同の荘子の考え方がよく現れている。
近年では、方法としての寓話という観点や、同時代の論理学派や言語哲学的傾向に着目した研究もあらわれている。

### 荘子の「道」について

#### 荘子における「道」の区分について
荘子の場合、「道」についての記述は、二種の思想に区分できる。

##### 普遍的法則としての道
「道」と「無為」とを同一視して考える。
至人は、物との調和を保ち、その心が無限の広さを感得することをもって善しとする。（大宗師篇）。

##### 根本的実在としての道
道は万物が皆よって生ずる根本的な一者であるとしている。道は無為無形の造物主として古より存在するが、情あり、信ありとされている。
自然の道から見れば、分散することは集成であり、集成することは、そのまま分散破壊することに他ならない。道を体得するとは、すべてを通じて一であることを知るということである。すべてのものは、生成(無為）と破壊・分散（有為）の区別なく道において一となっている、とされる（斉物論篇）。

## 著書『荘子』
著書とされる『荘子』（そうじ）は、西晋の郭象が刪訂した内篇七篇、外篇十五篇、雑篇十一篇の構成のものが現在に伝わっている。
内篇は逍遙遊、斉物論、養生主、人間世、徳充符、大宗師、応帝王
外篇は駢拇、馬蹄、胠篋、在宥、天地、天道、天運、刻意、繕性、秋水、至楽、逹生、山木、田子方、知北遊
雑篇は、庚桑楚、徐無鬼、則陽、外物、寓言、譲王、盗跖、説剣、漁父、列禦寇、天下 
この現行『荘子』は、西晋の郭象が注釈を加えた際に刪定したものだが、『史記』には「荘子十余万字」とあり、現行より多いことがわかる。また『漢書』の芸文志には「五十二篇」あったと記録されているが、郭象の刪定したもの以外は現在見ることはできない。これらのうち内篇のみが荘子本人の手による原本に近いものものされ、外篇・雑篇は弟子や後世の手によるものと見られている。
荘子「内篇」は逆説的なレトリックが随所に満ち満ちており、多くの寓話が述べられ、読者を夢幻の世界へと引きずり込む。

## 儒家との関係
荘子は孔子を批判しているとされているが、文章をよく読むと孔子を相当重んじており、儒家の経典類もかなり読んだ形跡がある。このことから、古来より、荘子は儒家出身者ではないかという説があり、内容も本質的には儒教であると蘇軾が『荘子祠堂記』に於いて論じているほどである。郭沫若や白川静は、孔子の弟子の顔回の流れを汲むのではないかと推定している。

## 後世の受容

### 道教
老荘思想が道教に取り入られ老荘が道教の神として崇められる様になっているが、老荘思想と道教の思想とはかけ離れているとされている。しかし、これに反対する説もある。
老子と荘子の思想が道教に取り入られると、荘子は道教の祖の一人として崇められるようになった。道教を国教とした唐は、皇帝玄宗により神格化され、742年に南華真人（なんかしんじん）の敬称を与えられた。著書『荘子』も『南華真経』（なんかしんきょう）と呼ばれた。

### 文学
『三国志演義』の冒頭に登場する「南華老仙」は荘子をさしている。その他、明の馮夢龍『警世通言』、民国の魯迅『故事新編』所収「起死」、日本の『今昔物語集』震旦部巻10、岡本かの子『荘子』などに、荘子がキャラクターとして登場する。

## 著名な語句
- 胡蝶の夢
- 知魚楽（中国語版）
- 万物斉同
- 無為
- 木鶏
- 衛生　庚桑楚篇
- 江湖　逍遥遊篇
- 庖丁解牛　養生主篇 - 庖丁という男が刀一本で一頭の牛を見事に解体した故事。転じて調理用の刃物を「包丁」と呼ぶ語源となった。
- 寿（いのちなが）ければ則（すなわ）ち辱（はじ）多し　天地篇
- 己を虚しくする　山木篇
- 嚆矢　在宥篇
- 無用の用　人間世篇
- 碧血（碧血碑・碧血剣）　外物篇
- 心斎坐忘（英語版） - 修行の方法
- 真人（英語版）
- 朝三暮四（『列子』にもあり）
- 古人糟魄
- 鯤、鵬、図南の翼
- 井の中の蛙大海を知らず
- 卵を見て時夜を求む、鶏となって時を告げる